# Incident de la boulangerie Esing
L'incident de la boulangerie Esing, aussi connu sous le nom d'affaire Ah Lum, est un empoisonnement alimentaire survenue à Hong Kong à l'époque du début de l'établissement colonial britannique.
Le 15 février 1857, en pleine seconde guerre de l'opium, plusieurs centaines de colons européens sont empoisonnés à l'arsenic après avoir mangé du pain produit par un établissement appartenant à des Chinois, la boulangerie Esing. Le propriétaire, Cheong Ah-lum, est accusé d'avoir organisé l'empoisonnement mais est acquitté lors d'un procès devant jury. Néanmoins, il est tout de même condamné pour dommage et est banni de la colonie. La véritable responsabilité de l'incident et son intention - qu'il s'agisse d'un acte individuel de terrorisme, de sabotage commercial, d'un crime de guerre orchestré par le gouvernement Qing ou un acte purement accidentel - restent un sujet de débat.
En Grande-Bretagne, l'incident s’immisce dans la politique au moment des élections générales britanniques de 1857, aidant à mobiliser un soutien populaire pour la guerre et le Premier ministre de l'époque, Lord Palmerston. À Hong Kong, il sème la panique et un sentiment d'insécurité parmi les colons locaux, mettant en évidence la précarité de la domination impériale dans la colonie. Il contribue à l'augmentation des tensions entre les résidents européens et chinois de Hong Kong, ainsi qu'au sein de la communauté européenne elle-même. L'ampleur et les conséquences potentielles de l'empoisonnement en font un événement sans précédent dans l'histoire de l'empire britannique, les colons estimant à l'époque que son succès aurait pu anéantir leur communauté.

## Contexte
En 1841, au milieu de la première guerre de l'opium, le capitaine Charles Elliot négocie la cession de Hong Kong à l'empire britannique avec la Chine de la dynastie Qing lors de la convention de Chuanbi. Les premiers administrateurs de la colonie avaient de grands espoirs de faire Hong Kong la porte d'entrée de l'influence britannique sur la Chine dans son ensemble, qui combinerait la bonne gouvernance britannique avec un afflux d'immigrants chinois de ce que l'on appelait à l'époque « des artisans intelligents et facilement améliorables », et qui permettrait également de faciliter le transfert des coolies aux Indes occidentales. Cependant, le gouvernement colonial eut très vite du mal à gouverner la population chinoise qui s’accroissait rapidement à Hong Kong,, et faisait également face à une piraterie endémique et à l'hostilité continue du gouvernement Qing,. En 1856, le gouverneur de Hong Kong, John Bowring, soutenu par le Premier ministre britannique, Lord Palmerston, exigea des réparations du gouvernement Qing pour la saisie d'un navire appartenant à des Chinois de Hong Kong, ce qui mena à la seconde guerre de l'opium entre la Grande-Bretagne et la Chine (1856-1860).
Fin 1856, au début de la guerre, le commissaire impérial Qing Ye Mingchen inaugure une campagne d'actes terroristes à Hong Kong par une série de proclamations promettant la mort à ce qu'il appelait les « barbares rebelles » français et britanniques, et ordonnant aux Chinois de renoncer aux emplois fournis par les « chiens étrangers ». Un comité pour organiser la résistance aux Européens est établi sur le continent dans le comté de Xin'an (en). Au même moment, les Européens de Hong Kong s’inquiètent du fait que les troubles en Chine provoqués par la révolte des Taiping (1850–1864) produisent un afflux de criminels chinois dans la colonie. Les tensions entre les résidents chinois et européens sont vives, et en décembre 1856 et janvier 1857, le gouvernement de Hong Kong promulgue une législation d'urgence, imposant un couvre-feu sur les Chinois de Hong Kong et donnant à la police des pouvoirs étendus pour arrêter et expulser les criminels chinois et pouvoir recourir à la force létale une fois la nuit tombée. Les résidents chinois aisés sont de plus en plus inquiets face à la brutalité policière croissante et au niveau de réglementation de la communauté chinoise.

## Chronologie des événements

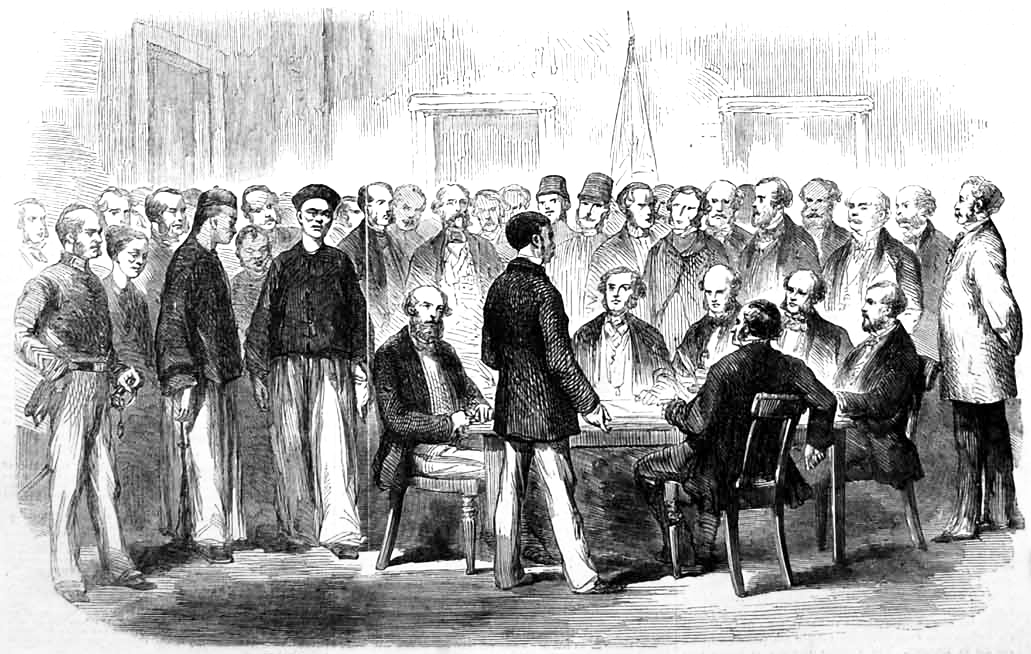
L'examen des incidents au poste de police central le 21 janvier, (The Illustrated London News).

Le 15 janvier 1857, entre 300 et 500 habitants de la colonie principalement européens - une grande partie de la population européenne de l'époque - ayant consommé du pain de la boulangerie Esing (裕盛辦館, Yuhsihng baahngún) souffrent de nausées, vomissements, douleurs à l'estomac et étourdissements. Des tests ultérieurs concluent que le pain avait été frelaté avec de grandes quantités de trioxyde d'arsenic. La quantité d'arsenic impliquée est suffisamment élevée pour que les consommateurs vomissent le poison avant qu'ils ne puissent en mourir. Il n'y a pas de décès immédiatement attribuable à l'empoisonnement, bien que trois décès survenus l'année suivante, dont celui de l'épouse du gouverneur Bowring, seraient attribués à ses effets à long terme. Les médecins de la colonie, dirigés par le chirurgien général Aurelius Harland, envoient des messages dans toute la ville pour informer que le pain était empoisonné et contenant des instructions pour faire vomir et le conseil de consommer des œufs crus.
Le propriétaire de la boulangerie, Cheong Ah-lum (張亞霖), était parti pour Macao avec sa famille en début de journée. Il est immédiatement soupçonné d'être l'auteur des empoisonnements et, alors que la nouvelle de l'incident se propage rapidement, il est arrêté et ramené à Hong Kong le lendemain. À la fin de la journée, 52 hommes chinois ont été arrêtés en lien avec l'incident. De nombreux Européens locaux, dont le procureur général, Thomas Chisholm Anstey (en), souhaitent que Cheong soit jugé en cour martiale, tandis que d'autres demandant son lynchage. Le gouverneur Bowring insiste cependant pour qu'il soit jugé devant un jury.
Le 19 janvier, dix des hommes s'engagent à être jugés à la cour suprême (en) après un examen préliminaire. Le procès a lieu le 21 janvier. Les autres détenus sont emmenés au poste de police de Cross Roads et confinés dans une petite cellule surnommée le « Trou Noir de Hong Kong » d'après le Trou Noir de Calcutta. Certains sont expulsés de la colonie quelques jours plus tard, tandis que les autres restent dans le Trou Noir pendant près de trois semaines.

### Procès devant la Cour suprême

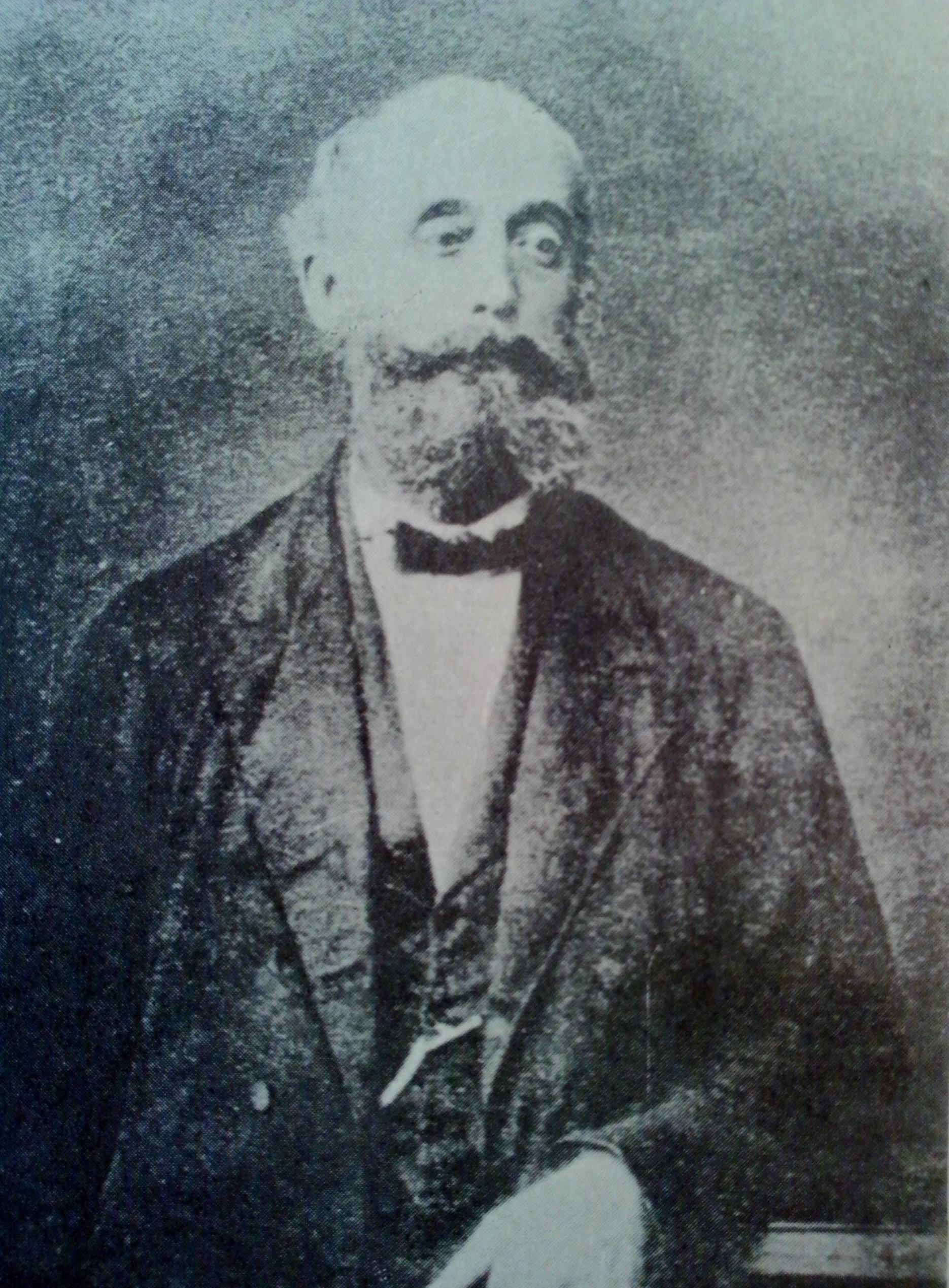
Le procureur général Thomas Chisholm Anstey soutient que Cheong devrait être pendu même si sa culpabilité n'était pas prouvée.

Le procès débute le 2 février. Le gouvernement a des difficultés à sélectionner les charges appropriées car il n'y a aucun précédent dans le droit pénal britannique pour tentative de meurtre de toute une communauté. L'une des victimes de l'empoisonnement est choisie, et Cheong et les neuf autres accusés sont accusés d'avoir « administré du poison avec l'intention de tuer et d'assassiner James Carroll Dempster, chirurgien colonial ». Le procureur général Anstey mène l'accusation, William Thomas Bridges (en) et John Day la défense. Le juge qui préside, John Walter Hulme (en), a lui-même était victime de l'empoisonnement.
Les arguments au procès se concentrent davantage sur la personnalité de Cheong que sur l'empoisonnement lui-même : la défense fait valoir que Cheong est un membre très estimé et prospère de la communauté locale et qui a peu de raisons de prendre part à un complot d'empoisonnement amateur, et suggère que ses produits avaient été empoisonnés par ses concurrents commerciaux. L'accusation, d'autre part, le dépeint comme un agent du gouvernement Qing, idéalement positionné pour saboter la colonie. Elle affirme qu'il était proche de la faillite et qu'il s'était vendu aux autorités chinoises en échange d'argent.
La défense note que les propres enfants de Cheong ont montré des symptômes d'empoisonnement. Le procureur général Anstey soutient cependant qu'ils ont simplement eu le mal de mer, et ajoute que même si Cheong était innocent, il valait « mieux pendre le mauvais homme que d'avouer que la sagacité et l'activité britanniques n'ont pas réussi à découvrir les vrais criminels ». Hulme rétorque que « pendre le mauvais homme ne fera pas avancer la justice ». Cheong lui-même demande sa propre décapitation, ainsi que le reste de sa famille, s'il est reconnu coupable, conformément à la pratique chinoise. Le 6 février, le jury rejette les arguments de l'accusation et rend le verdict 5-1 de « non coupable ».

### Bannissement de Cheong
Le verdict fait sensation, et malgré son acquittement, l'opinion publique parmi les résidents européens de Hong Kong reste extrêmement hostile à Cheong. Le gouverneur Bowring et son Conseil exécutif décident, alors que le procès est toujours en cours, que Cheong doit être détenu indéfiniment, quel que soit son résultat, et est arrêté peu de temps après en vertu d'une loi d'urgence sous prétexte d'être, ce que les autorités appellent, un « personnage suspect ». William Tarrant, le rédacteur en chef du Friend of China (en), accuse Cheong de dommage. Il reçoit 1 010 $,. Avant que la condamnation ne puisse être exécutée, Bridges, maintenant secrétaire aux colonies par intérim, accepte une pétition de la communauté chinoise pour que Cheong soit autorisé à quitter Hong Kong après avoir mis de l'ordre dans ses affaires. Cheong est en conséquence libéré et quitte la colonie le 1er août, abandonnant son entreprise.
Tarrant blâme publiquement Bridges d'avoir permis à Cheong de s'échapper, mais il est lui-même poursuivi pour diffamation par Bridges et contraint de payer une amende de 100 £,.

## Analyse

### Responsabilités

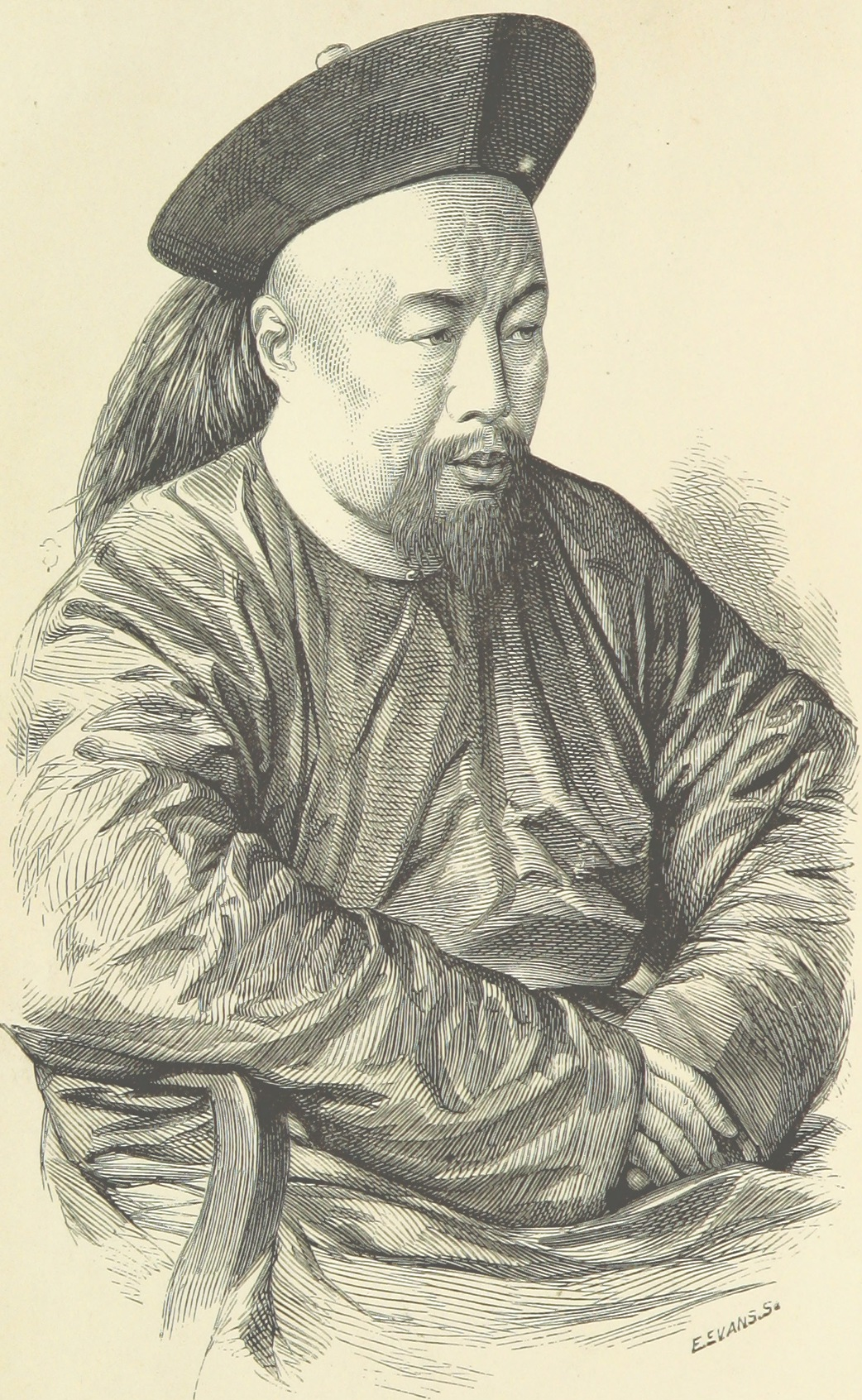
Le gouverneur Qing Ye Mingchen, qui est accusé par les journaux de Londres d'avoir organisé l'incident.

Les académiciens modernes sont divisés sur l'attribution de la responsabilité de l'incident. L'historien George Beer Endacott (en) estime que l'empoisonnement a été commis sur instruction des responsables Qing, tandis que Jan Morris considère Cheong comme un loup solitaire ayant agit par patriotisme personnel. Le propre dossier de clan de Cheong, écrit en Chine en 1904 sur ordre de la cour impériale, indique que l'incident est entièrement accidentel et est le résultat d'une négligence dans la préparation du pain plutôt que d'un empoisonnement intentionnel. Un autre document indique que l'empoisonnement a été commis par deux contremaîtres de la boulangerie ayant fui Hong Kong immédiatement après, et que Cheong n'était pas impliqué. Lowe et McLaughlin, dans leur enquête de 2015 sur l'incident, classent les hypothèses plausibles en trois catégories : que l'empoisonnement ait été commis par Cheong ou un employé sur ordre des autorités chinoises, que l'empoisonnement ait été une tentative d'un rival pour piéger Cheong, et que l'empoisonnement ait été accidentel.
Lowe et McLaughlin estiment que les analyses chimiques menées à l'époque ne soutiennent pas la théorie selon laquelle l'incident est accidentel. Le registre du clan de Cheong rapporte qu'« un jour, par négligence, un ouvrier a laissé tomber des "choses étranges" dans la farine », même si l'arsenic n'a été trouvé que dans le pain lui-même, et en quantités massives - pas dans la farine, la levure, la pâtisserie, ou dans des restes recueillis sur la table de préparation, qui ont tous été testés. Si ces résultats sont corrects, le poison a du être introduit peu de temps avant la cuisson. De plus, malgré son échec final, Lowe et McLaughlin soutiennent que l'incident a certaines des caractéristiques d'une planification stratégique minutieuse : la décision d'empoisonner le pain préparé à l'européenne, un aliment généralement non consommé par les Chinois à l'époque, aurait servi à séparer les cibles visées, tandis que l'arsenic blanc (trioxyde d'arsenic) est un poison à action rapide naturellement disponible en Chine, et si bien adapté à la tâche.
En juin 1857, la Hong Kong Government Gazette publie une lettre confisquée écrite à Chan Kwei-tsih, le chef du comité de résistance dans le comté de Xin'an, de son frère Tsz-tin, l'informant de l'incident. Le rapport de seconde main de la missive suggère qu'il est peu probable que le comité ait directement provoqué l'incident.

### Toxicologie
Aurelius Harland, le chirurgien général, effectue les premiers tests sur le pain et les autres prélèvements récupérés dans la boulangerie. Il écrit :

« Peu de temps après la première alarme, je me suis efforcé de vérifier rapidement ce qu'il y avait dans le pain, et le Dr Bradford arrivant, lui et moi sommes convaincus que c'était de l'arsenic. Le lendemain, à la demande du secrétaire aux Colonies, nous avons fait une analyse plus minutieuse de chaque morceau de pain séparément et avons constaté qu'ils indiquaient tous la présence d'arsenic. [...] Nous avons constaté que la miche de pain de 450 grammes contenait près d'un drachme d'arsenic, soixante grains au drachme, de l'arsenic blanc commun. [...] Moi aussi, dans l'après-midi du 16, j'ai fait apporter par un policier deux bocaux, l'un contenant de la levure utilisée dans la nuit du 14, l'autre la matière pour faire de la levure, avec de la farine et de la pâtisserie de la boulangerie, de la pâte grattée sur la table et certaines pâtisseries dans des moules en fer-blanc. Je n'ai trouvé aucune trace d'arsenic ou autre poison métallique dans aucun des prélèvements, »

Des portions de pain empoisonné sont ensuite scellées et expédiées en Europe, où elles sont examinées par les chimistes Frederick Augustus Abel et Justus von Liebig, et le chirurgien écossais John Ivor Murray (en). Murray estime que l'incident est scientifiquement intéressant en raison du faible nombre de décès résultant de l'ingestion d'une telle quantité massive d'arsenic. Des tests chimiques lui permettent d'obtenir 62,3 grains d'acide arséneux par livre de pain (9 parties pour mille), tandis que Liebig trouve 64 grains par livre (10 parties pour mille). Liebig émet l'hypothèse que le poison n'avait pas agi parce qu'il avait été vomi avant que la digestion ne puisse avoir lieu.

## Effets et conséquences

### Réception en Grande-Bretagne

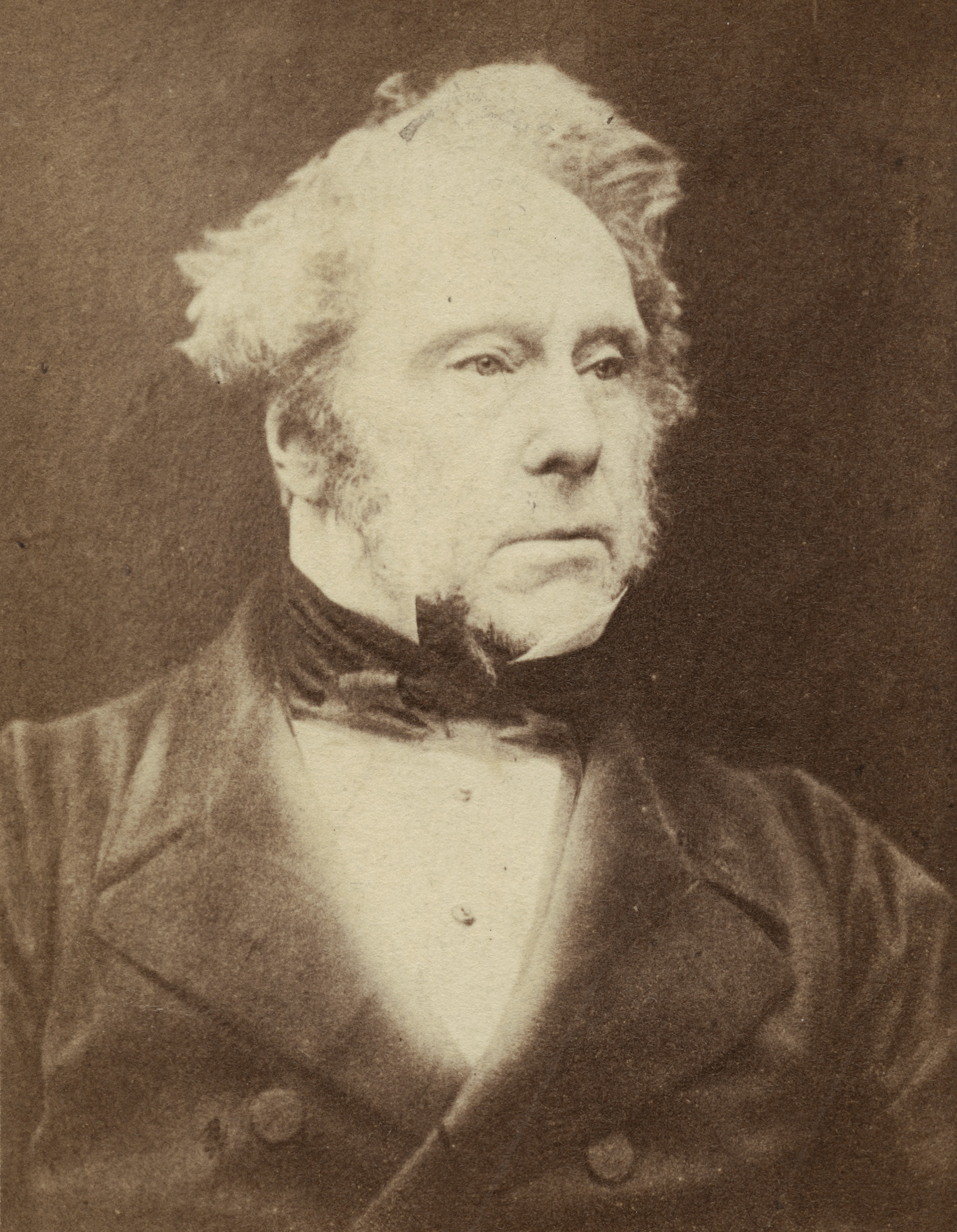
Lord Palmerston en 1857 (National Portrait Gallery).

La nouvelle de l'incident atteint la Grande-Bretagne pendant les élections générales britanniques de 1857, qui avait été convoquées à la suite d'un vote de censure parlementaire au soutien de Lord Palmerston à la seconde guerre de l'opium. Cherchant à mobiliser du soutien pour Palmerston et sa politique de guerre, le Morning Post de Londres dénonce l'empoisonnement en termes hyperboliques, le décrivant comme une « hideuse vilaine trahison sans précédent de ces monstres de Chine », « vaincu [...] par son excès d'iniquité », ses auteurs sont « des animaux nuisibles [...] des bêtes sauvages à forme humaine, sans une seule valeur de rachat » et « des démons à forme humaine ». Un autre journal favorable à Palmerston, le Globe, publie une fausse lettre de Cheong admettant qu'il « avait agi avec plaisir à l'ordre du vice-roi [Ye Mingchen] ». Au moment où la nouvelle de l'acquittement de Cheong atteint Londres, le 11 avril, les élections sont pratiquement terminées et Palmerston est victorieux.
À Londres, l'incident attire l'attention de l'auteur allemand Friedrich Engels, qui écrit au New York Herald Tribune le 22 mai 1857, estimant que les Chinois « empoisonnent maintenant le pain de la communauté européenne de Hong Kong en grande quantité et avec la préméditation la plus décontractée ». « En bref, au lieu de moraliser les horribles atrocités des Chinois », soutient-il, « comme le fait la presse anglaise chevaleresque, nous ferions mieux de reconnaître qu'il s'agit d'une guerre pro aris et focis, une guerre populaire pour le maintien de la nationalité chinoise, avec tous ses préjugés dominants, sa stupidité, son ignorance savante et sa barbarie pédante si vous voulez, mais pourtant une guerre populaire ».
D'autres nient l'existence même de l'empoisonnement. À la Chambre des communes, Thomas Perronet Thompson (en) soutient que l'incident a été fabriqué dans le cadre d'une campagne de désinformation justifiant la seconde guerre de l'opium. Une grande partie de l'incrédulité est centrée sur la personne de Cheong, qui devient un objet de sarcasme et de plaisanterie - les boulangers britanniques du XIXe siècle altérant souvent leur pâte avec de l'alun de potassium, ou simplement alun, comme blanchissant, et Lowe et McLaughlin notent que le fait qu'« un boulanger se soit nommé Cheong Alum aurait été considéré comme drôle en lui-même, mais qu'un boulanger du nom de Cheong Alum soit accusé d'avoir ajouté du poison à sa propre pâte semblait trop beau pour être vrai ». Un fonctionnaire du bureau des Colonies annote un rapport de Hong Kong sur Cheong avec la remarque « Sûrement un nom mythique ».

### Hong Kong

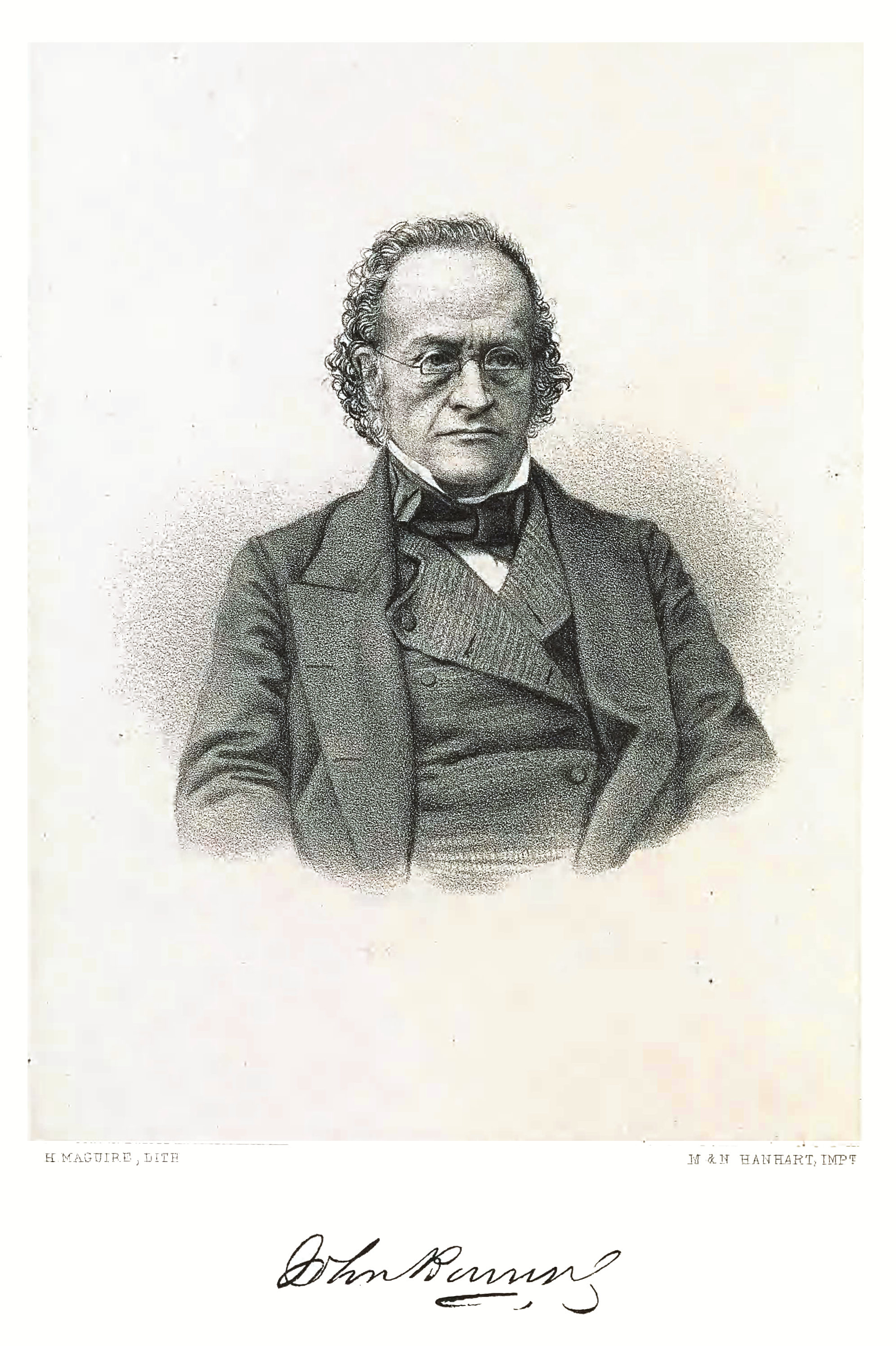
Le gouverneur de Hong Kong John Bowring.

L'ampleur de l'empoisonnement et ses conséquences potentielles rendent l'incident de la boulangerie d'Esing sans précédent dans l'histoire de l'empire britannique, les colons croyant à l'époque que son succès aurait pu détruire leur communauté.
Morris décrit l'incident comme « une réalisation dramatique de cette psychose victorienne, le péril jaune », et l'affaire contribue aux tensions entre les communautés européenne et chinoise à Hong Kong. Dans un état de panique, le gouvernement colonial procède à des arrestations massives et à des expulsions de résidents chinois à la suite des empoisonnements.100 nouveaux policiers sont embauchés et un navire marchand est chargé de patrouiller dans les eaux entourant Hong Kong. Le gouverneur Bowring écrit à Londres pour demander l'envoi de 5 000 soldats à Hong Kong. Une proclamation est publiée réaffirmant le couvre-feu sur les résidents chinois, et les navires chinois reçoivent l'ordre de rester au-delà de 270 m de Hong Kong, par la force si nécessaire. Chan Tsz-tin décrit les conséquences dans sa lettre :

« [...] les barbares anglais sont dans une si grande perplexité qu'une proclamation est publiée chaque jour et que trois règlements ont été publiés en deux jours. Les gens qui sortent la nuit sont pris à la hâte et lâchés à la hâte, personne n'est autorisé à sortir après 8 heures, les magasins sont obligés de sortir des billets à seize dollars chacun. »

La boulangerie Esing est fermée et l'approvisionnement en pain de la communauté coloniale est repris par l'entrepreneur anglais George Duddell, décrit par l'historien Nigel Cameron comme « l'un des escrocs les plus sournois de la colonie ». L'entrepôt de Duddell est l'objet d'une tentative d'incendie criminel le 6 mars 1857, révélateur des problèmes persistants dans la colonie. Au cours du même mois, l'un des employés de Duddell aurait négocié une prime de 2 000 $ pour frelater la pâte à biscuit avec un soporifique - la réalité de cette accusation étant inconnue. Peu de temps après l'empoisonnement, Hong Kong est secoué par l'affaire Caldwell, une série de scandales et de controverses impliquant Bridges, Tarrant, Anstey et d'autres membres de l'administration, qui se concentrent également sur les relations raciales dans la colonie.
Cheong lui-même a mené une vie prospère à Macao et au Viêt Nam après son départ de Hong Kong, et est finalement devenu consul de l'empire Qing au Viêt Nam. Il meurt en 1900. Une partie du pain empoisonné, bien conservée grâce à sa haute teneur en arsenic, est conservée dans le bureau du juge en chef de la Cour suprême de Hong Kong jusque dans les années 1930.